# Scapacartus ferreirai
Scapacartus ferreirai là một loài bọ cánh cứng trong họ Cerambycidae.